# Álvaro V av Kongo
Álvaro V av Kongo, död 1636, var kung av Kongo mellan februari 1636 och augusti 1636.